# 다선중학교
다선중학교(多仙中學校)는 대한민국 부산광역시 사하구 다대동에 있는 공립 중학교이다.

## 학교 연혁
- 1997년 1월 13일 : 다선중학교(多仙中學校) 설립인가(24학급)
- 1997년 3월 1일 : 제1대 하경봉 교장 취임
- 1997년 3월 5일 : 제1회 입학식(8학급 322명)
- 2017년 3월 1일 : 에너지절약 정책 연구학교 운영(2017~2018)
- 2021년 3월 2일 : 공간혁신사업 완공
- 2024년 9월 1일 : 제11대 김성애 교장 취임
- 2025년 2월 7일 : 제26회 졸업식(143명, 누계 6,233명)
- 2025년 3월 4일 : 제29회 입학식(153명)

## 참고 자료
- 다선중학교 - 한국교육학술정보원 학교알리미